# 그라도 랩스
그라도 랩스(Grado Labs)는 뉴욕주 브루클린에서 하이엔드 다이내믹 오픈백 헤드폰과 카트리지를 수작업으로 제작하는 것으로 유명한 미국의 오디오 제조업체이다.
그라도 랩스는 1953년 시계 장인 조셉 그라도에 의해 설립되었다. 이 브루클린 회사는 현재 1970년대부터 일상적인 운영을 담당하다가 1990년에 회사를 인수한 사장 겸 CEO 존 그라도가 운영하고 있다.
존의 아들 조나단 그라도는 최근 그라도 가문의 3세대로 회사에 합류했다. 그라도는 다이내믹 개방형, 귀걸이형 고음질 헤드폰을 전문으로 한다. 60년 이상의 역사 동안 그라도는 대규모 광고 캠페인 대신 오디오 딜러와 소비자들 사이의 입소문에 의존하며 매우 낮은 프로필을 유지해왔다. 그라도 제품의 거의 전부는 뉴욕 브루클린에서 제작된다.

## 역사

### 설립과 포노 카트리지 (1953~1989)
그라도 랩스는 1953년 시계 장인 조셉 그라도에 의해 설립되었다. 오디오 회사의 기원은 1950년대 초반으로 거슬러 올라가는데, 조셉은 티파니앤드컴퍼니와 셔먼 페어차일드를 떠나 뉴욕 브루클린의 부엌 식탁에서 포노 카트리지를 만들기 시작했다. 카트리지 시장을 본 그는 길모퉁이를 돌아 기존의 그라도 과일 가게를 닫고 그라도 랩스를 열었다. 조셉은 그라도의 카트리지 라인업을 구축하면서 최초의 스테레오 무빙 코일 포노 카트리지를 발명했다.
그라도에서 근무하는 동안, 회사는 카트리지, 스피커, 턴테이블, 톤암을 만들었으며, 카트리지만이 유일하게 단종되지 않은 제품 라인이었다. 1965년 조셉의 조카인 존 그라도는 그라도에서 첫 직장을 얻어 바닥을 쓸기 시작했다. 존은 삼촌과 훈련하며 시간을 보냈고, 1975년 존은 가족 회사의 일상 업무를 운영하기 시작했다. 1982년 조셉 그라도는 오디오 명예의 전당에 헌액되었다. 카트리지 생산의 정점은 1980년대 중반에 이루어졌으며, 주당 10,000개에 달했다. 역대 최저치는 몇 년 후에 발생하여 연간 12,000개로 떨어졌다.

### 부활과 첫 헤드폰 라인 (1990~2012)

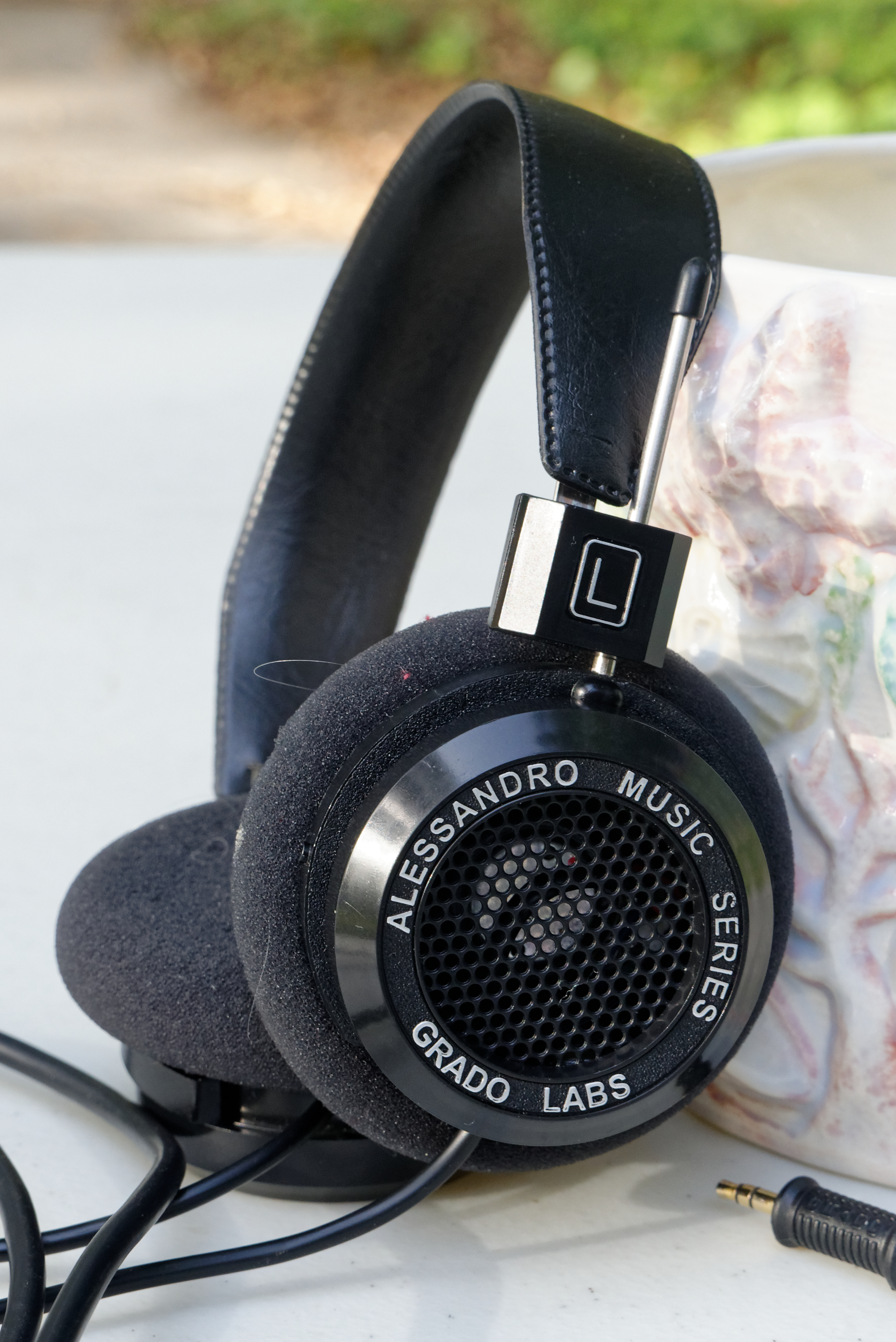
그라도 알레산드로 MS-1 헤드폰 한 쌍.

회사가 문을 닫기 직전, 존 그라도는 1990년 삼촌에게서 회사를 사들여 사장 겸 CEO가 되었다. 존은 1990년대 초반에 그의 아내 로레타와 함께 작업대에서 그라도 헤드폰의 첫 라인을 만들었다. 당시 존과 그의 가족은 그라도 브루클린 건물 꼭대기 층에 살았다. 회사는 기존 방식을 이용한 광고를 하지 않았기 때문에, 존은 전 세계 오디오 쇼를 여행하며 제품을 홍보했다. 여러 국가에 걸쳐 상당한 유통업체 목록을 확보하자, 그는 가족과 더 많은 시간을 보내기 위해 쇼에 가는 것을 완전히 중단했다.
한때 가족은 그라도 타워스(Grado Towers)를 만들 계획이었다. 이는 헤드폰 드라이버로 만든 천장 높이의 스피커였다. 하지만 첫 헤드폰의 예기치 않은 즉각적인 성공으로 인해, 스피커는 다섯 쌍을 넘지 못하고 제작되지 못했다.
1994년 최초의 목재 그라도 헤드폰이 탄생했고, 1996년에는 최초의 목재 포노 카트리지가 회사 최초의 헤드폰 앰프와 함께 만들어졌다.
이후 20년 동안 존은 3세대 이상의 헤드폰 라인을 만들었으며, 그라도의 카트리지 활성화를 감독하여 연간 60,000대 이상을 생산하게 되었다.

### 그라도 브랜딩 업데이트 (2013~현재)
2013년, 존의 아들 조나단 그라도는 아버지 밑에서 회사를 현대화하려는 목표로 입사했다. 처음에는 가족 회사에 대해 부끄러워했지만, 조나단은 대학 2학년 때 마음을 바꾸고 그라도 페이스북 및 트위터 페이지를 시작했다. 이 취미는 곧 그의 주요 초점이 되어 대학 생활 동안 소셜 미디어 디렉터가 되었다. 졸업 후 소노스에서 일하다가 그라도 랩스에 정규직으로 입사했다. 2013년 말, 그라도는 부시밀스 위스키 통으로 실험적인 헤드폰을 만들며 첫 대규모 협업을 진행했고, 기즈모도는 이를 "따뜻하고 선명하며, 그라도 제품으로 유명한 중간 대역에 스위트 스팟이 있다"고 평했다. 뉴욕 타임스도 이를 칭찬했지만, 모든 사람의 예산에 맞지 않을 수도 있다고 언급했다.
2014년 조나단은 마케팅 부사장이 되었지만, "광고 예산 0원"으로 인해 창의적인 방법을 찾아야 했다. 같은 해 곧이어 그라도는 매셔블과 아메리칸 익스프레스에 의해 미국에서 가장 소셜 친화적인 8대 소규모 기업 중 하나로 선정되었다.
2014년 그라도는 새로운 헤드폰 라인인 e 시리즈를 출시했으며, 매셔블과 아메리칸 익스프레스에 의해 미국에서 가장 소셜 친화적인 8대 소규모 기업 중 하나로 선정되었다.
2015년 초, 제트블루 항공은 그라도와 제휴하여 민트 클래스 항공편의 공식 헤드폰으로 그라도를 선택했다.
조셉 그라도는 2015년 2월 6일 90세의 나이로 사망했다.
2015년, 제트블루는 그라도와 제휴하여 민트 플라이트에 헤드폰을 도입했다.
2021년 그라도는 Prestige e 라인업을 계승하는 Prestige X 시리즈 헤드폰을 출시했다.

## 현재 헤드폰 라인업

### 표준 유선 오픈백 모델

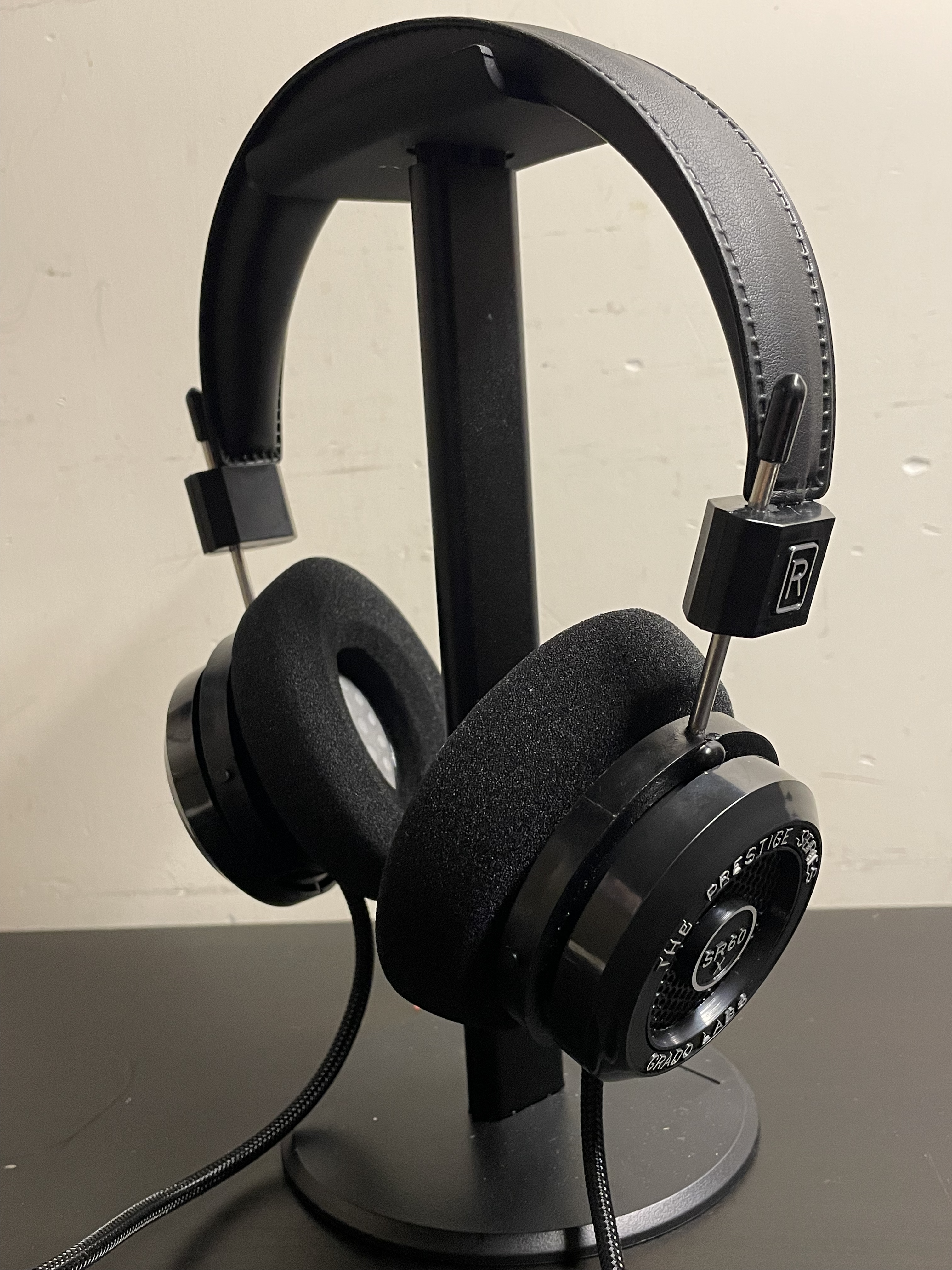
그라도 SR60X 헤드폰 한 쌍.

| 모델    | 시리즈       | 구조                           | 비고                                                                          |
| ------- | ------------ | ------------------------------ | ----------------------------------------------------------------------------- |
| SR60x   | Prestige     | 폴리카보네이트                 | S 패드, 44mm 드라이버, 1/8" (3.5mm) 플러그, 0.1dB 드라이버 매칭, 4도체 케이블 |
| SR80x   | Prestige     | 폴리카보네이트                 | 디스트레스드 드라이버. 그 외 SR60x와 동일.                                    |
| SR125x  | Prestige     | 폴리카보네이트                 | 드라이버 보이스 코일은 무산소 구리 사용, 8도체 케이블                         |
| SR225x  | Prestige     | 폴리카보네이트                 | F 패드, 0.05dB 드라이버 매칭, 금속 후면 그릴                                  |
| SR325x  | Prestige     | 알루미늄 합금                  | 가죽 헤드밴드                                                                 |
| RS2e    | Reference    | 마호가니                       | L 패드                                                                        |
| PS500e  | Professional | 하이브리드 마호가니/알루미늄   |                                                                               |
| RS1e    | Reference    | 마호가니                       | 50mm 드라이버, 금속 짐벌, 옵션 XLR 밸런스 플러그 종단                         |
| GS1000e | Statement    | 마호가니                       | G 패드, 1/4" (6.35mm) 플러그, 대형 챔버, 12도체 케이블                        |
| GS2000e | Statement    | 하이브리드 마호가니/단풍나무속 |                                                                               |
| GS3000e | Statement    | 코코볼로                       | 목재 플래그십 모델, 특수 50mm 드라이버, 넓은 가죽 헤드밴드                    |
| PS2000e | Professional | 하이브리드 단풍나무/알루미늄   | 플래그십 모델                                                                 |

### 휴대용 및 인이어 모델
| 모델   | 비고                                               |
| ------ | -------------------------------------------------- |
| eGrado | 후면 헤드밴드 및 SR60e 드라이버를 갖춘 온이어 모델 |
| iGe3   | IEM: 인라인 마이크/볼륨 제어                       |
| GW100  | 온이어 무선 블루투스 모델                          |
| GR8e   | IEM: 인라인 마이크/볼륨 제어 없음                  |
| GR10e  | IEM: 플래그십 모델, 인라인 마이크/볼륨 제어 없음   |
| GT220  | IEM: 트루 와이어리스, 내장 제어 및 마이크          |

## 과거 생산

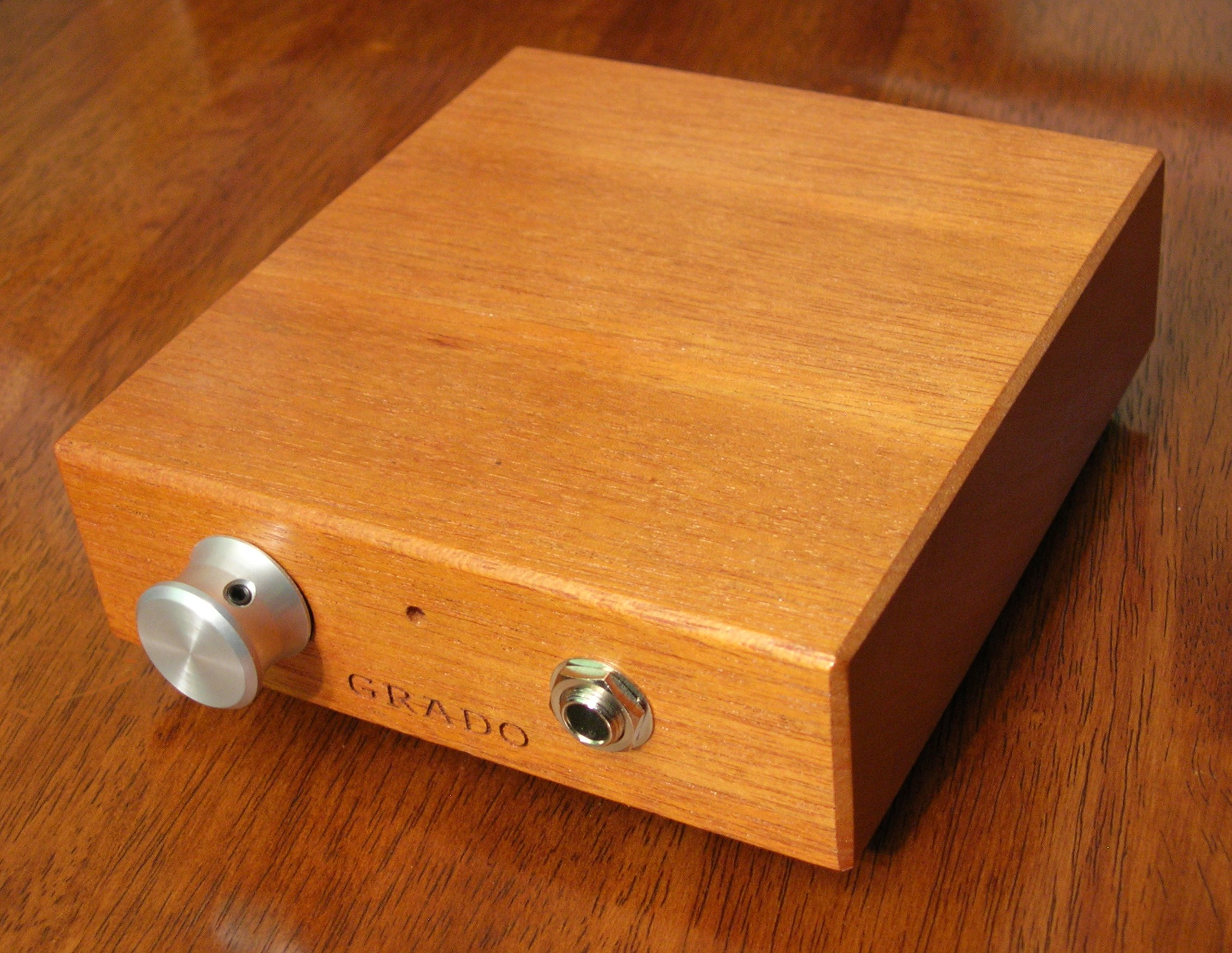
그라도 RA1 헤드폰 앰프

조셉 그라도 시그니처 프로덕츠 HP-1000 시리즈 헤드폰은 1000개 한정 생산되었다. HP-1000 시리즈는 극성 스위치가 있는 HP1, 극성 스위치가 없는 HP2, 그리고 드라이버 매칭이 덜 정밀한 HP2의 단기 생산 변형인 HP3로 구성되었다.
그라도는 RA1이라는 헤드폰 앰프를 생산했다. RCA 단자 입력을 받았고, 두 개의 9볼트 배터리를 통해 교류 또는 직류 전력을 사용했다. 출력은 1/8" (6.35mm)이었고, 회로는 목재 섀시 안에 들어 있었다.
그라도는 또한 고급 기타 부품 제조업체인 알레산드로 뮤직 프로덕츠를 위해 대체 헤드폰 라인을 제조했다. 알레산드로 뮤직 시리즈로 알려진 이 모델들은 그라도 제품과 거의 동일한 외관을 가지고 있지만, 약간 다른 인쇄된 텍스트와 하위 그라도 모델들의 식별 "버튼"이 없다. 이 시리즈는 음악가 시장을 위해 설계되었다고 하며, 플라스틱 하우징이 있는 엔트리 레벨 MS1, 알루미늄 드라이버 하우징이 있는 MS2, 그리고 RS1과 유사한 마호가니 하우징을 특징으로 하는 MS Pro를 포함한다.

| 헤드폰 모델 | 시리즈               | 구조                               | 비고                                                              |
| ----------- | -------------------- | ---------------------------------- | ----------------------------------------------------------------- |
| SR60i       | Prestige             | 플라스틱                           | SR60e로 대체됨.                                                   |
| SR60e       | Prestige             | 플라스틱                           | SR60x로 대체됨.                                                   |
| SR80i       | Prestige             | 플라스틱                           | SR80e로 대체됨.                                                   |
| SR80e       | Prestige             | 플라스틱                           | SR80x로 대체됨.                                                   |
| SR125i      | Prestige             | 플라스틱                           |                                                                   |
| SR225i      | Prestige             | 플라스틱                           |                                                                   |
| SR325is     | Prestige             | 알루미늄 합금/플라스틱 내부 슬리브 |                                                                   |
| RS2i        | Reference            | 수제 마호가니                      |                                                                   |
| RS1i        | Reference            | 보울스                             |                                                                   |
| GS1000i     | Statement            | 수제 마호가니                      |                                                                   |
| PS500       | Professional         | 수제 마호가니/알루미늄             |                                                                   |
| PS1000      | Professional         | 수제 마호가니/알루미늄             |                                                                   |
| SR40        | Prestige             | 플라스틱                           | 휴대용, 중국산 온이어 모델. eGrado로 대체됨.                      |
| SR325       | Prestige             | 플라스틱                           |                                                                   |
| HP1000      | 조셉 그라도 시그니처 | 알루미늄 합금                      | 조셉 그라도가 만든 최초의 헤드폰 모델.                            |
| SR100       | Prestige             | 플라스틱                           | 기준에 미달하는 HP1000 드라이버 잔량으로 생산됨. SR125e로 대체됨. |
| SR200       | Prestige             | 플라스틱                           | 기준에 미달하는 HP1000 드라이버 잔량으로 생산됨. SR225e로 대체됨. |
| SR300       | Prestige             | 플라스틱                           | 기준에 미달하는 HP1000 드라이버 잔량으로 생산됨. SR325e로 대체됨. |
| GH3         | Heritage (한정판)    | 수제 노르웨이 소나무               | 따뜻하고 질감 있는 목재 본체.                                     |
| GH4         | Heritage (한정판)    | 수제 노르웨이 소나무               | 따뜻하고 질감 있는 풀 사이즈 목재 본체.                           |
| Hemp        | Limited Edition      | 삼/단풍나무                        | 따뜻하고 정교하며, 풀 사이즈 목재 본체.                           |

## 포노 카트리지
그라도에서 제조하는 모든 개별 카트리지는 수작업으로 조립되며 주파수 응답, 채널 출력, 채널 밸런스, 위상 선형성, 인덕턴스 및 저항에 대해 테스트된다.

### 프레스티지 시리즈
프레스티지 시리즈 카트리지는 높은 출력과 많은 사용에도 안정성을 유지하도록 설계되었다. 상당한 팁 질량 감소로 인해 제조사 보고 주파수 응답은 50kHz까지 확장되며, 추적력은 1.5~2그램이다.
프레스티지 모델은 1/2인치 마운트 및 P-마운트 모두 사용 가능하다. 이 모델에는 78RPM 스타일러스도 사용할 수 있다. 프레스티지 시리즈의 모든 스타일러스는 사용자가 교체할 수 있다.

### 레퍼런스 시리즈
레퍼런스 시리즈 목재 카트리지는 그라도 랩스에서 특별히 선택된 마호가니 종으로 수작업으로 제작된 고정 코일 디자인이다. 그라도 랩스가 원하는 사운드를 얻기 위해 생산 단계 사이에 경화 과정을 거친다. 프레스티지 시리즈와 달리 레퍼런스 시리즈의 제너레이터/스타일러스 모듈은 교체할 수 없어 재설계된 일체형 자기 회로와 섀시 공명 감소를 가능하게 한다. 레퍼런스 시리즈는 초기 역사부터 그라도 랩스의 주력 제품이었다.
모든 레퍼런스 시리즈 카트리지는 1/2인치 마운트이다. 레퍼런스 시리즈에서는 78RPM 스타일러스를 사용할 수 없다. 레퍼런스 시리즈의 모든 리팁은 그라도에서 처리한다.

## 수상
- 컨슈머 리포트는 그라도 SR325is를 2014년 최고의 헤드폰으로 선정했다.[21]
- 그라도 랩스는 2014년 매셔블에 의해 미국에서 가장 소셜 친화적인 8대 소규모 기업 중 하나로 선정되었다.[13]